# Flicker
In ambito elettrotecnico, il flicker, in italiano sfarfallio o sfarfallamento, è una sorta di tremolio nella luce di una lampada a incandescenza percepibile dall'occhio umano.
È un fenomeno causato da rapide variazioni della tensione di alimentazione e più precisamente del suo valore efficace in quanto la luminosità di una lampada ne è direttamente correlata.
Le cause di tale disturbo sono riconducibili all'inserimento e al distacco di grossi carichi connessi alla rete elettrica che lavorano in modo discontinuo. Quindi un apparecchio che assorba anche una notevole potenza dalla rete se sempre attivo non genera flicker.

## Dispositivi che generano flicker
Molti elettrodomestici con potenze non trascurabili come lavatrici, lavastoviglie, forni a microonde, ecc. possono generare questo tipo di disturbi in quanto richiedono rilevanti potenze dalla rete elettrica in modo discontinuo.
In ambiente industriale generano flicker i forni, le saldatrici ad arco elettrico, ecc.
Anche gli enti di distribuzione dell'energia elettrica devono soddisfare precisi vincoli anche per quanto riguarda questo disturbo.

Come scritto nella norma CEI 50160, "Una delle proprietà particolari dell'elettricità è che, rispetto ad alcune delle sue caratteristiche, la sua qualità dipende più dall'utente che dal produttore o dal distributore. In questi casi, l'utente è
un collaboratore essenziale del fornitore al fine di mantenere la qualità dell'elettricità.", pertanto l'utente non è in nessun modo dispensato dal generare disturbi nella rete e può venir sanzionato se i propri utilizzatori generano alle altre utenze flicker.
Anche l'immissione di energia elettrica verso la rete deve rispettare normative che rispettino vincoli relativi a questo fenomeno.

## Parametri con cui si caratterizzano i flicker
Sono stati definiti due parametri che cercano di rendere un fenomeno soggettivo (in modo simile a quanto realizzato per la sensibilità umana ai colori e ai suoni dove sono state introdotte delle curve di sensibilità standard) con delle regole oggettive che possano essere applicate nelle normative.
- Pst (abbreviazione di Perception of flicker short term), severità del flicker a breve termine (<10 min). Per caratterizzarlo in modo imparziale si è scelta una lampadina ad incandescenza da 60 W. Applicando variazioni sulla potenza emessa per 10 minuti si è rilevato quando su un campione di persone che osservavano la luce emessa, il 50% di loro rilevava la presenza di variazioni di intensità della luminosità. A tale valore di disturbo si è assegnato il valore Pst = 1,0. Ne risulta un diagramma in cui più le variazioni di potenza sono intense più devono essere diradate nel tempo[3][4]. Da questo principio sono poi state sviluppate formule e definizioni più complesse[5][6].
- Plt (dall'inglese Perception of flicker long term), severità del flicker a lungo termine (2 h). Il Plt è definito generalmente mediante la relazione:

{\displaystyle Plt={\sqrt[{3}]{\begin{matrix}\sum _{i=1}^{12}{{\frac {Pst_{i}^{3}}{12}}\!}\end{matrix}}}}

che viene calcolata a partire da una sequenza di 12 valori di Pst (nella formula Psti) su un intervallo di 2 ore, ma le specifiche richieste possono variare.

La misura di Pst e Plt si fa mediante apparecchi computerizzati detti in gergo flickerometri o flickermetri.

## Normative
Va ricordato che le normative sono in continua evoluzione ed aggiornamento, particolarmente in questo settore.
- CEI EN 61000-3-3:2014. Per i flicker va rispettata per la maggior parte delle apparecchiature per ambiente domestico od industria leggera (corrente massima per fase 16 A). È una delle norme da superare per il marchio CE[7]
- CEI EN 61000-3-11 (2017) per apparecchiature fino a 75 A[7]
- CEI EN 61000-4-15: Compatibilità elettromagnetica (EMC) Parte 4: Tecniche di prova e di misura Sezione 15: Flickermetro - Specifiche funzionali e di progetto. Specifiche tecniche di realizzazione dello strumento di misura dei flicker[6]
- IEC 60868 normativa rimpiazzata dalla CEI EN 61000-4-15 nel 2003[8]